# Жабно

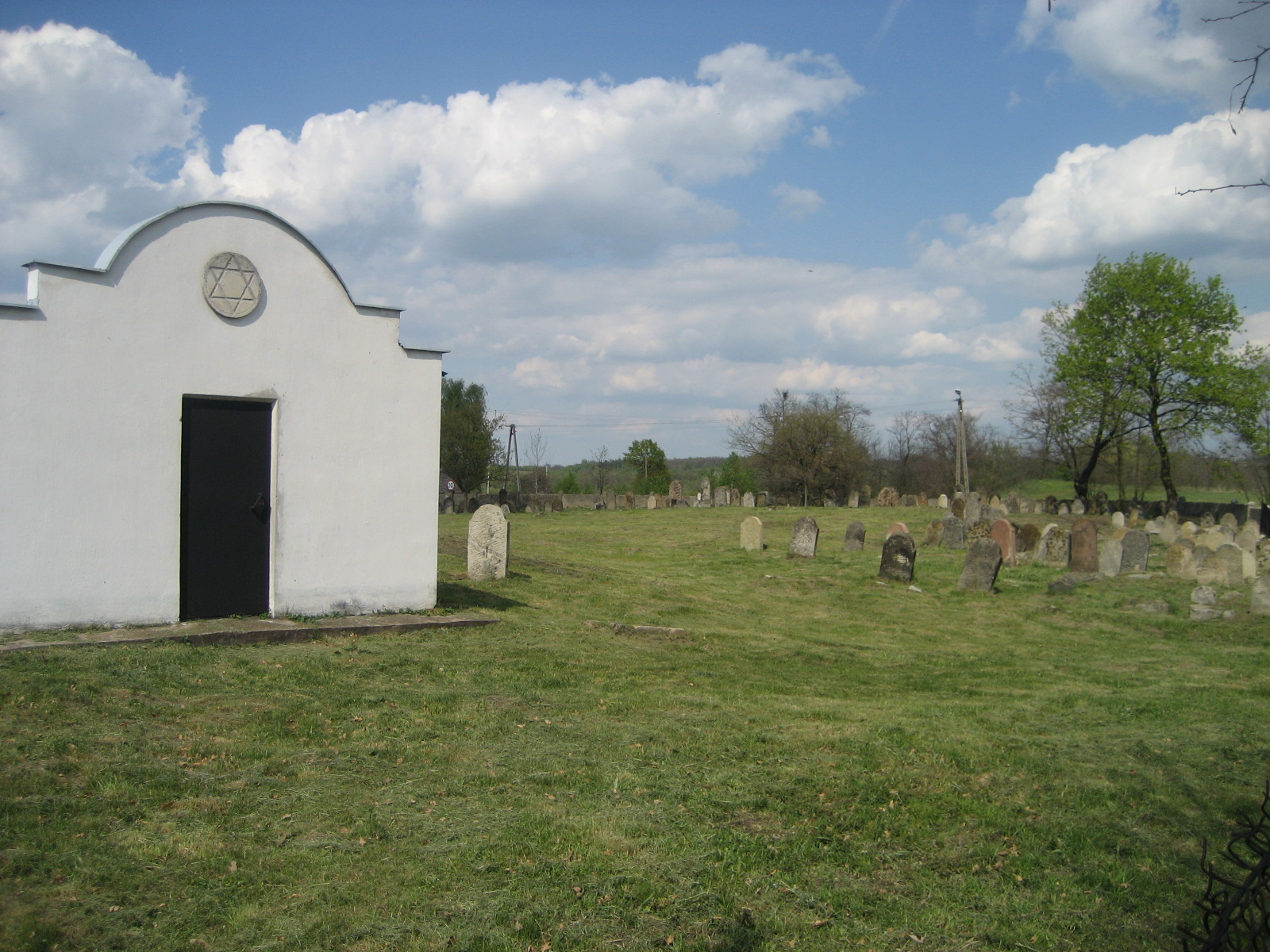
Еврейское кладбище в городе Жабно

Жабно (пол. Żabno) — город в Польше, входит в Малопольское воеводство, Тарнувский повят. Имеет статус городско-сельской гмины. Занимает площадь 11,12 км². Население — 4275 человек (на 2004 год).

## Достопримечательности
- Еврейское кладбище — памятник культуры Малопольского воеводства.